# کلئوپاترا سوم
کلئوپاترا سوم (به یونانی: Κλεοπάτρα؛ حدود ۱۶۰–۱۰۱ پ. م) ملکهٔ مصر باستان بود که ابتدا در کنار مادرش کلئوپاترا دوم و همسرش بطلمیوس هشتم (از ۱۴۲ تا ۱۳۱ پ. م)، و سپس از ۱۲۷ تا ۱۰۱ پ.م. در کنار پسرانش، بطلمیوس نهم و بطلمیوس دهم حکومت کرد.
کلئوپاترا سوم همچنین با عنوان کلئوپاترا اورگتس (Εὐεργέτις) در دوران بطلمیوس هشتم و بطلمیوس دهم و با عنوان کلئوپاترا فیلوماطور سوتیرا (Φιλομήτωρ Σώτειρα) در کنار پسر ارشدش بطلمیوس نهم شناخته شده است. استرابون همچنین اشاره کرده که گاهی او را کوکه (Κόκκη) می‌نامیدند.

## زندگی
کلئوپاترا سوم دختر بطلمیوس ششم و کلئوپاترا دوم بود. او بین سال‌های ۱۶۰ تا ۱۵۵ پ.م. متولد شد.
پس از مرگ بطلمیوس ششم در ۱۴۵ پ.م. بطلمیوس هشتم، عموی او، دوباره به قدرت رسید و با کلئوپاترا دوم و سپس کلئوپاترا سوم ازدواج کرد.

### حکومت مشترک با مادر و همسرش
در حدود سال ۱۳۲ پ.م. کلئوپاترا دوم علیه بطلمیوس هشتم شورش کرد و کلئوپاترا سوم به همراه همسرش به قبرس گریختند، اما در سال ۱۲۷ پ.م. بازگشتند و از ۱۲۴ پ.م. دوباره به همراه کلئوپاترا دوم حکومت مشترک داشتند.

### حکومت مشترک با پسرانش
پس از مرگ بطلمیوس هشتم در سال ۱۱۶ پ.م. کلئوپاترا سوم با پسر ارشدش بطلمیوس نهم به سلطنت رسید. پس از مرگ مادرش کلئوپاترا دوم (۱۱۵ پ. م)، در سال ۱۰۷ پ.م. بطلمیوس نهم را کنار گذاشت و پسر دومش بطلمیوس دهم را جایگزین کرد. سرانجام، بطلمیوس دهم در سال ۱۰۱ پ.م. او را به قتل رساند و خود به تنهایی قدرت را در دست گرفت.

## فرزندان
| نام               | تصویر | تولد              | مرگ          | توضیحات                                                                      |
| ----------------- | ----- | ----------------- | ------------ | ---------------------------------------------------------------------------- |
| بطلمیوس نهم       |       | ۱۴۲ پ.م.          | ۸۱ پ.م.      | همراه مادرش از ۱۱۶ تا ۱۰۷ پ.م. حکومت کرد؛ سپس از ۸۸ تا ۸۱ پ.م. حاکم مصر بود. |
| بطلمیوس دهم       |       | حدود ۱۴۰ پ.م.     | ۸۸–۸۷ پ.م.   | پادشاه قبرس و بعداً همراه مادرش در مصر.                                       |
| تری‌فائنا          |       | حدود ۱۴۰ پ.م.     | ۱۱۰–۱۰۹ پ.م. | همسر آنتیوخوس هشتم شاه سلوکی                                                 |
| کلئوپاترا چهارم   |       | حدود ۱۳۸–۱۳۵ پ.م. | ۱۱۲ پ.م.     | ابتدا همسر بطلمیوس نهم و سپس همسر آنتیوخوس نهم                               |
| کلئوپاترا سلن یکم |       | ۱۳۵–۱۳۰ پ.م.      | ۶۹ پ.م.      | همسر بطلمیوس نهم، بطلمیوس دهم و چندین پادشاه سلوکی                           |